# Нкунда, Лоран
Лора́н Нку́нда (фр. Laurent Nkunda, 2 февраля 1967) — конголезский военный деятель, генерал; предводитель мятежа тутси 2 июня 2004 года. Подозревается в организации бойни в Кисангани в 2002 году и участии в военных преступлениях в Букаву в 2004 году. Один из инициаторов Конфликта в Киву.

## Биография

### Ранние годы
Лоран Нкунда родился в конголезской провинции Северное Киву в городе Рутшуру. Затем учился в городе Гома и на педагогическом факультете университета города Кисангани, затем переехал в Руанду, где посвятил себя изучению психологии. Владеет несколькими языками: английским, французским, суахили и киньяруанда. В 1993 вступил в ряды РПФ. Нкунда был одним из тех тутси, кто обеспечил победу Лорану Кабиле в первой конголезской войне. В годы Второй конголезской войны командовал 7-й Бригадой РКД.

### Конфликт в Киву
В начале июня 2004 года Лоран Нкунда совместно с полковником Жулем Мутебутси поднял мятеж против центрального правительства, развязав тем самым вооружённый конфликт на востоке страны. Нкунда объявил, что его целью является защита интересов своих соплеменников тутси, которые подвергаются нападениям со стороны вооружённых экстремистов из народа хуту. Повстанцы с боем заняли столицу провинции Южное Киву — город Букаву, но спустя неделю они были вытеснены из города на северо-запад правительственными войсками. Отряды Нкунды отошли на север в Северное Киву. Спустя время в войске Нкунды произошёл раскол, в результате чего его соратник Мутебутси эмигрировал в Руанду.
В январе 2008 года в Гома Лоран Нкунда подписал с правительством мирное соглашение, что предусматривало разоружение его отрядов и включение их в состав конголезской армии. Однако сам Нкунда отказался разоружаться до тех пор, пока боевики-хуту действуют на территории Киву. Подписанное перемирие было вскоре нарушено в августе того же года, когда Нкунда возобновил боевые действия с правительственными войсками. Осенью повстанцы перешли в наступление в восточных районах провинции и вплотную приблизились к административному центру Киву — городу Гома, что привело к отступлению регулярных войск и массовому потоку беженцев из района конфликта. Под контроль повстанцев перешли несколько крупных населённых пунктов, в том числе города Киванья и Ньянзале. В своём интервью каналу BBC от 10 ноября лидер мятежников пригрозил свергнуть центральное правительство, если оно не пойдет на прямые переговоры с ним. Благодаря усилиям международных посредников, Лоран Нкунда согласился поддержать процесс мирного урегулирования в стране при посредничестве ООН, после чего активные боевые действия пошли на спад.
На октябрь 2007 года в армии Нкунды насчитывалось 5 тысяч боевиков, им противостояло 20 тысяч солдат правительственной армии ДР Конго и 6 тысяч местных ополченцев .

### Арест Нкунды
22 января 2009 года Лоран Нкунда был арестован во время совместной военной операции конголезской и руандийской армий после своего побега в Руанду.